# Гермоген (магистр)
Гермоген (греч. Ἑρμογένης, ум. 535/536) — византийский политический деятель, достигший звания магистра оффиций, известный так же как военачальник и дипломат, деятельность которого пришлась на Иберийскую войну с государством Сасанидов в начале царствования Юстиниана I.

## Биография

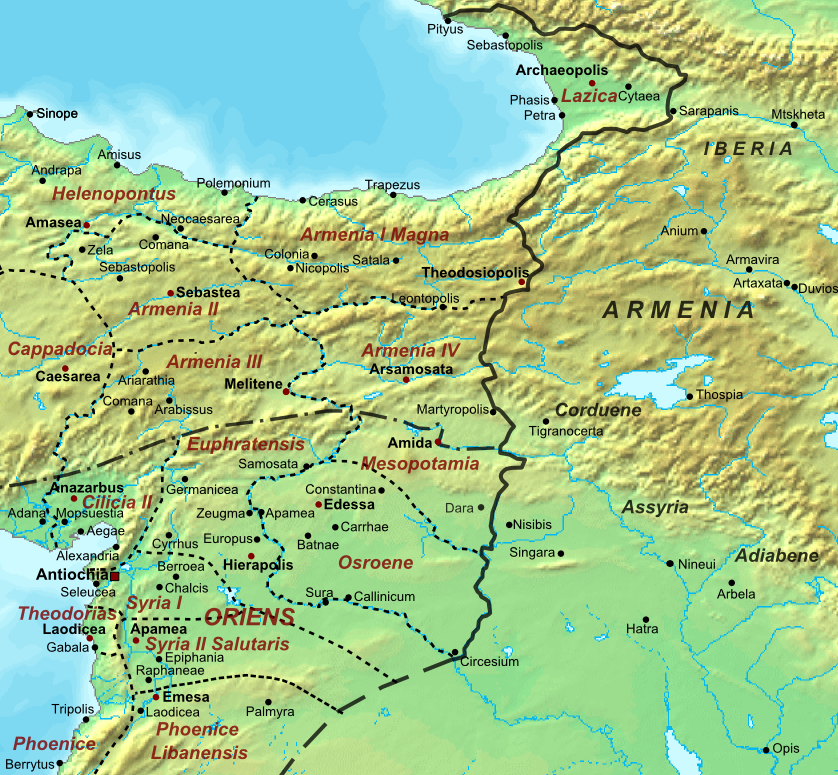
Византийско-персидская граница в 565 году

Поскольку в византийских хрониках Гермогена называют «скифом», можно предположить, что он был уроженцем Малой Скифии (современная Добруджа). В 510-х годах он служил помощником генерала Виталиана, организовавшего ряд мятежей в конце царствования Анастасия I.
В мае 529 года он получил пост магистра оффиций, главы императорского секретариата. В апреле 529 он был послан с посольством в Персию, имевшим целью вручить шаху Каваду I подарки, формально уведомить о восшествии на престол Юстиниана и предложить завершить текущую войну. Он прибыл к Каваду в июле того же года и возвратился обратно, получив согласие последнего на заключение годичного перемирия. Получив ответ, Юстиниан вновь отправил его, включив в состав посольства Руфина, который ранее отправлялся с подобными миссиями. Прибыл в марте 530 года в Антиохию, а затем в Гиераполис, отправив оттуда послание к персидскому двору, уведомляя о своём прибытии и желании продолжить переговоры. Поскольку Кавад в это время готовился к вторжению, он отложил встречу с дипломатами. В то время, пока Руфин оставался в Гиераполисе, Гермоген присоединился в приграничной крепости Дара к византийской армии под командованием Велизария, недавно назначенного magister militum per Orientem.
Поскольку Гермоген получил от императора указание оказывать Велизарию помощь в формировании армии, он разделил с ним командование византийскими силами. Когда персидская армия в июне 530 года пересекла границу у Аммодия, византийцы покинули Дару и встали перед городом. Последовавшая за этим битва завершилась крупной византийской победой. После сражение Кавад согласился принять посольство, однако Гермоген в это время отправился в Константинополь, прибыв туда в конце 530 или начале 531 года. Тем временем, Кавад отослал Руфина обратно к Юстиниану с условиями мирного договора, приемлемыми для последнего. Когда же Руфин вернулся к шаху с согласием Юстиниана, оказаться, что персидский правитель передумал и собирается возобновить войну.
Когда весной 531 года новости о новом персидском вторжении достигли столицы, Гермоген был послан во главе подкреплений к армии Велизария, преследующей персов. Соединившись с его силами у Барбалиссоса, Гермоген помог разрешению конфликта между Велизарием и одним из его подчинённых, Суникой. В это время персы, стоящие напротив византийской армии, решили отказаться от сражения и вернуться в свою страну. Гермоген и Велизарий были согласны не препятствовать им в этом, однако младшие командиры желали вступить в бой. Итог произошедшего сражения был скорее в пользу персов. После битвы Гермоген посетил Кавада как посол, но не смог добиться результатов. Затем он возвратился в Константинополь, откуда вновь отправился с посольством летом 531 года. Присоединившись к войскам Ситты он участвовал в снятии осады с Мартирополя.
В этом же городе он узнал о смерти Кавада и воцарении его сына, Хосрова I. Хосров через Гермогена уведомил Юстиниана о намерении возобновить переговоры, однако император запретил своим послам, Руфину и Стратегию, находившимся в Эдессе, делать это. Если Юстиниан надеялся таким образом подорвать позиции нового шаха, он не преуспел: Хосров быстро подавил выступления своего брата и маздакитов и вновь предложил продолжить переговоры и заключить трёхмесячное перемирие. Юстиниан приказал Гермогену заключить перемирие и, после обмена заложниками, персидская армия покинула византийскую территорию. Затем Гермоген был послан один для ведения переговоров с Хосровом, однако только следующая миссия, в которой участвовал также Руфин, завершилась подписанием «Вечного мира» в сентябре 532 года.
В ноябре 533 года Гермоген был заменён Трибонианом в качестве магистра оффиций и вновь занял этот пост в 535 году. Вскоре после этого он умер. Точная дате смерти не известна, однако это случилось до 18 марта 536 года. У Гермогена был сын Сатурниус. Вскоре после смерти Гермогена, он попытался жениться на своей кузине, дочери Кирилла, командира федератов, однако этому браку воспрепятствовала императрица Феодора. Вместо этого она захотела выдать за него дочь бывшей куртизанки, проживавшую во дворце. Когда тот отказался, его выпороли.